# Uintatherium
Dinoceras, Ditetrodon, Elachoceras, Octotomus, Paroceras, Tinoceras, Uintamastix
Genre
Synonymes
- Voir paragraphe #Synonymes

Uintatherium est un genre fossile de mammifères de la famille fossile des Uintatheriidae et de l'ordre également fossile des Dinocerata.

## Classification
Le genre Uintatherium est décrit en 1872 par le paléontologue américain Joseph Leidy,.

### Fossiles
Selon Paleobiology Database en 2023, le nombre de collections référencées de fossiles est de trente, venant toutes de l'Éocène, cinq collections de Chine et vingt-cinq des États-Unis (Californie, Texas, Utah, Wyoming).

### Synonymes
Selon Paleobiology Database en 2023, le nombre de synonymes est de sept :
- †Dinoceras Marsh, 1872

- †Ditetrodon Cope 1885

- †Elachoceras Scott, 1886

- †Octotomus Cope, 1885

- †Paroceras Marsh, 1884

- †Tinoceras Marsh, 1872

- †Uintamastix Leidy, 1872

## Description et historique

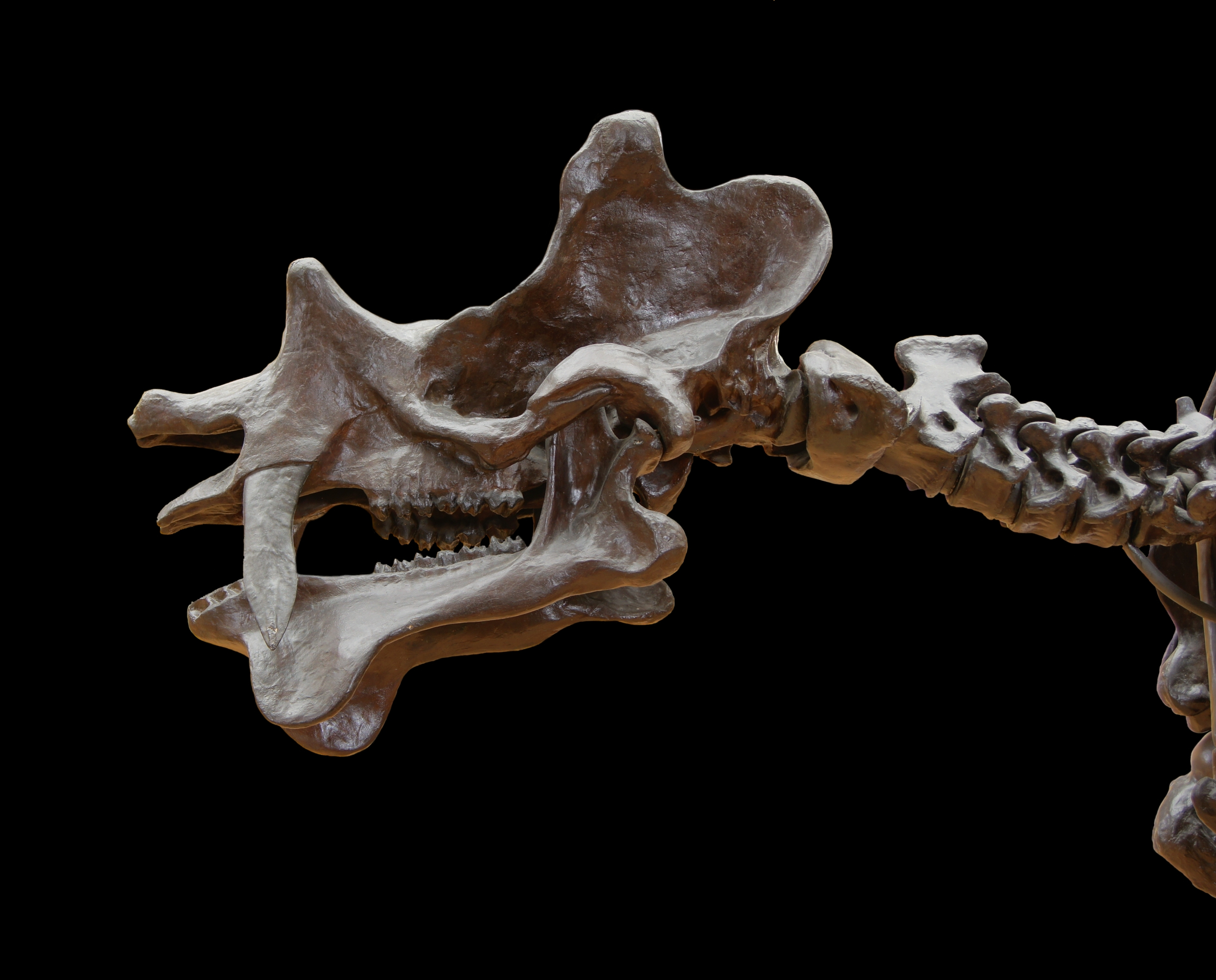
Crâne et vertèbres cervicales sur un moulage de Uintatherium. Ce moulage date de 1889, à l'époque encore sous le nom Dinoceras mirabile. Muséum national d'histoire naturelle, Paris.

Des restes fossiles de cet animal furent trouvés pour la première fois au début des années 1870 près de Fort Bridger, dans le Wyoming aux États-Unis. Le nom de Uintatherium (littéralement « grande bête de Uinta ») lui vient des monts Uinta, chaîne de montagnes située à proximité.
Uintatherium mesurait 4 mètres de long, 1,5 mètre au garrot et pesait 2 tonnes. Ce qui le caractérise, c'est son crâne qui était grand et fortement construit, mais avec un cerveau relativement petit. Ses canines supérieures étaient des armes défensives d'apparence formidable. Son crâne portait sur la région frontale trois paires d'ossicônes, recouverts de peau comme chez les girafes. Leur fonction est inconnue mais il s'en servait peut-être pour se défendre ou pour d'éventuels combats entre mâles, lors du rut.
Uintatherium a vécu à l'Éocène ; il était herbivore et se nourrissait de feuilles, d'herbes et d'arbustes. Il a disparu en raison de changements climatiques et de la compétition avec les chalicothères, brontothères et vrais rhinocéros.
En 1889, le professeur Othniel Charles Marsh envoya à Paris en France, au Muséum national d'histoire naturelle, le moulage d'un squelette de Dinoceras mirabile. Plus tard le genre Dinoceras fut synonymisé avec le genre Uintatherium et le spécimen que Marsh copia en plâtre est de nos jours rangé dans l'espèce Uintatherium anceps.
La Utah Field House, dans le Parc national d'histoire naturelle de l'Utah, expose la restauration sculptée de deux spécimens d'Uintatherium vivants en train de se battre.

## Espèces de rang inférieur
- U. anceps
- U. insperatus

### Publication originale
- [1872] Joseph Leidy, « On some new species of fossil mammalia from Wyoming », Acad. Nat. Sci. Philadelphia Proc.,‎ 1872, p. 240–242.